# Haishan, Yantian
Haishan (kinesiska: 海山) är ett stadsdelsdistrikt i staden Shenzhen i provinsen Guangdong i sydöstra Kina. Det ligger i stadsdistriktet Yantian. Antalet invånare vid folkräkningen 2020 var 57 632.